# 生ごみ処理機
生ごみ処理機（なまごみしょりき）とは、生ごみなどの有機物を処理する家電製品のこと。バイオ式生ごみ処理機と乾燥式生ごみ処理機がある。

## 普及の背景
普及の背景には、ごみ問題がある。各自治体が収集するごみの総量は年々増加している。それに合わせ処理能力も拡大しているが、依然としてゴミは大きな社会問題でありつづけている。特に生ごみは、水分量が大きいため輸送、焼却にかかるコストが大きい。そのため、一部の自治体では生ゴミ処理機購入に補助金を出すなどの普及活動を行っている。また、近年のエコロジーへの意識の高まりも普及に一役立っている。このような背景を元に、排出源である各家庭での生ごみ処理法として生ごみ処理機が注目、推進されている。

## バイオ式と乾燥式
生ごみ処理機は大別して、バイオ式と乾燥式の二つがある。バイオ式は、微生物に適した環境を作り、微生物が有機物を酸化分解し堆肥を作る。対して、乾燥式は温風等による加熱によって、生ごみ中の水分を蒸発させ、生ゴミの減量化と微生物の不活性化による衛生化を行う。
ハイブリッド式というタイプも販売されているが、これは最終的に微生物によって有機物の酸化分解が行われているためバイオ式に分類される。通常のバイオ式との差は、投入直後に送気による乾燥を行う点で、利用者にとっての使い勝手はバイオ式のそれに近い。

### バイオ式生ごみ処理機
処理原理
バイオ式生ごみ処理機は、微生物、特に好気性微生物によって生ごみ等の有機物を酸化分解し、最終的には二酸化炭素と水までに分解し、これによって、生ごみの減量化や汚物感、汚臭の解消を行うコンポスターである。そのため、バイオ式生ごみ処理機の機能は、好気性微生物に適した環境を作ることである。堆肥化のメカニズムは堆肥化が詳しい。
要求される機能
- 保温と加熱 ‐ 40℃前後または60℃前後で好気性微生物の活性が上がり、分解が促進される。そのため、保温や加熱によって生ごみの温度を上昇させると効率よく分解が進む。また、寒冷地、冬季は温度を維持するためのヒーターに電力が多く必要になる。
- 攪拌と送気 ‐ 好気性微生物は酸素をk必要とするため、攪拌や送気によって酸素を供給する必要性がある。大半のバイオ式生ごみ処理機には攪拌機能がある。これによって生ごみを攪拌し、酸素供給を行いやすくする目的がある。
- 脱臭装置 ‐ バイオ式からは悪臭ではないが独特の発酵臭がするため、脱臭装置が必要となる。脱臭方法は主に、生ごみと一緒に活性炭やゼオライトなどのチップを混ぜる方法と排気口で白金触媒による脱臭する方法がある。それでも完璧には脱臭されないため、基本的には屋外に設置するタイプが多い。
- 水分調節 ‐ 水分が多すぎると通気性が阻害され酸素供給が滞ってしまい、逆に水分量が少なすぎても微生物が活発に活動できない。そのため、適正な水分量を調節するため、水分センサーが備わっている機械が多い。生ごみのほとんどは水分であるため、生ごみを過剰に投入すると水分過多になってしまうことがままある。それを和らげるため、定期的に木屑などのチップを入れて、水分に対する緩衝能を高める必要がある。また、ハイブリッド式は温風を送気することにより生ごみを乾燥させ、適正な含水率に保つため追加チップを要さないのを売りにしている。

メリット
- 堆肥ができる ‐ バイオ式の最大の利点。使用前に二次発酵を必要とするが、一次発酵が終わった状態の堆肥ができる。
- ランニングコストが安い - 微生物の力を借りて、分解を行うため乾燥式生ゴミ処理機と比較すると電気代がかからない。

デメリット
- 投入できる生ごみを選ぶ ‐ 微生物が分解できない硬い生ごみや、微生物に悪影響を与える刺激物などは投入できない。

### 乾燥式生ごみ処理機
処理原理
ヒーターなどの熱源や温風で、生ごみの水分を蒸発させて乾燥、攪拌、破砕して減量、衛生化を行う。
要求される機能
- 乾燥機能 ‐ 乾燥式の主な機能は温風送気による乾燥機能である。この乾燥機能によって、生ごみを減量し扱いやすくする。処理中は開けることができない。
- 攪拌･破砕機能 ‐ 攪拌し通気性をあげ、温風で効率よく乾燥を行う。また、乾燥後は生ごみを破砕して減容化する。
- 脱臭機能 ‐ 乾燥型は主に屋内型が多いため、特に脱臭機能は要求される。主に白金触媒による脱臭方法が多い。

メリット
- 室内に設置できる ‐ チップなどを要しないため比較的コンパクトであり、匂いも少ないので、室内に設置ができる。
- 手間が少ない ‐ 機械的に蒸発を行うため、バイオ式のように微生物の生育環境を整えなくてもよい。
- 短時間でできる ‐ バイオ式のように時間をかけなくともよい。
- 使えない地域がない ‐ 寒冷地でも使用できる。バイオ式は屋外設置が多く、また温度を要求するため設置できない地域がある。

デメリット
- 電気代が高くつく（現実には、メーカーが宣伝している時間で乾燥が終わることは、まずない）
- 依然としてごみであり続ける - 乾燥処理後の生ごみは原則として燃えるゴミに出すことになる。堆肥の原料にできると謳うものもあるが、バイオ式やコンポスターに代わるものではないため堆肥化するには一次発酵から行う必要がある。

### 設計思想の異なり
バイオ式、乾燥式どちらも生ごみ処理機と呼ばれるが、設計思想は対極にある。バイオ式は微生物環境を整え、有機物の分解を行い堆肥をつくるのに対して、乾燥式は水分を飛ばすことによって、微生物が生息できない環境を作ることを主眼に置いている。

## 生ごみ処理機による堆肥化
堆肥化には、大別して一次発酵と二次発酵の段階がある。一次発酵は易分解性の有機物(糖類、アミノ酸)が分解される。高い発酵温度を要求する段階である。次に、難分解性の有機物(セルロース、リグニン)が分解される二次発酵が起こる。この発酵は常温でゆっくりと進む。この二つの過程を経て完全な堆肥ができあがる。
バイオ式生ごみ処理機は、この主に第一段階を行うものである。そのため、堆肥として使用するためには、一ヶ月ほど土中などで二次発酵を行うことによって完全な堆肥ができる。
対して、乾燥式生ごみ処理機は堆肥化はまったく行われていない。単純に乾燥しただけである。もし仮に乾燥した生ごみを肥料として施肥を行った場合、水分を吸収して生ごみに戻り、悪臭、根ぐされなどのさまざまな害を出すことが予想される。乾燥した生ごみを堆肥として使用するには、もう一度加水などを行って微生物が生息できる環境を整えて堆肥化を行わなければならない。堆肥化において乾燥式生ごみ処理機の優位性は、多大な生ごみの水分を初めに除去できるという点であり、あくまでも堆肥はできない。一部の家電製品メーカーはこの乾燥した生ごみを堆肥素材と呼んでいる。

## 省エネ問題
省エネルギーまたはエコロジー製品としてよく宣伝されるが、時として誤解を招く表現をされることも多い。
「温室効果ガス（二酸化炭素）の排出量を減らす」と書かれる場合。乾燥式で減量したゴミをそのまま可燃ゴミとして焼却する時、水分が減ることで燃やすのに必要な燃料は減るため、その分の二酸化炭素排出量は減るが、焼却時にゴミそのものから出る二酸化炭素発生量には変化がない。
乾燥式生ごみ処理機を使ってゴミを減量する主な利点としては、ゴミ袋に使われる石油資源の節約、運搬の際のガソリンの節約、焼却炉での焼却効率が上がる、等である。関連項目
- ディスポーザー（単に生ごみを破砕して下水道に流す方法）
- コンポスト
- コンポスター
- ダンボールコンポスト
- 堆肥化

## テレビ番組
- 日経スペシャル ガイアの夜明け ～世界を救う ニッポンの技術スペシャル～（2008年12月30日、テレビ東京）[1]。- ジェイペック若松環境研究所の「生ゴミ処理機」を取材。